# جون كاس
جون كاس (بالإنجليزية: John Kass)‏ هو صحفي وكاتب العمود أمريكي، ولد في 25 يونيو 1956 في شيكاغو في الولايات المتحدة.